# Chiconcuac de Juárez
Chiconcuac de Juárez, antiguamente conocido como San Miguel Chiconcuac, es una población mexicana del Estado de México, en el centro del país. Es cabecera del municipio de Chiconcuac. 

## Ubicación
Chiconcuac es un municipio ubicado en el noroeste del Estado de México, Dentro del municipio se encuentra geográficamente ubicado en el centro del mismo y colinda al poniente con el barrio de San Diego; al norte con el pueblo de Santa María Chiconcuac y con la colonia Emiliano Zapata; al oriente con la colonia Las Joyas y el municipio de Chiautla; y al sur con el barrio de San Pedro.
Toponimia: El nombre en mexicano es Chiconcoac, que se compone de chicome= siete y de coatl=culebra además de la C=en conjuntamente "En siete culebras" que era una fecha del calendario azteca y en ella se fundó el lugar de que se trata así mismo de consagrar su teocalli 

## Algunos datos históricos
La palabra Chiconcuac viene del Náhuatl -Chicomecoatl que hace referencia a la diosa de la cosecha y la comida.
Cuando se formó el municipio de Chiconcuac en 1868, éste solo lo conformaba el pueblo de San Miguel el cual a su vez solo se dividía en 4 manzanas (Tecpan, Teutlalpan, San Diego y Zapotlan). Posteriormente a la revolución mexicana y como fruto del reparto agrario se incorporaron las zonas ejidales al oriente y sur del pueblo (lo que actualmente se conoce como colonia Las Joyas, ejidos al sur del barrio de San Pedro y colonia Xolache-Xala por lo que se ha considerado que todas estas colonias forman parte de la cabecera municipal).el 
Por otra parte fue en este pueblo donde se comenzó a ejercer la actividad del comercio y del tejido de lana, ya que en el antiguo portal del mercado el cual se ubicaba frente al atrio de la parroquia de San Miguel Arcángel es donde se comerciaban estos productos. 
Posteriormente se inició con el permiso para la venta de los artículos de lana frente a las viviendas que se ubican en lo que actualmente es la calle Morelos entre la plaza principal y la calle Cuahtemoc donde se ubicó después la terminal de autobuses y mercado "Cuauhtemoc" a donde llegaban los autobuses provenientes del Distrito Federal a través de la carretera Texcoco-Chiconcuac.
Escudo
Es un cuadrete con el signo numérico siete y la representación del signo del agua, que delimita una faja de terreno, en cuyo centro se encuentra pintada una casa.

## Artesanía
La fama de Chiconcuac no es sólo a nivel nacional sino internacional, se debe principalmente a la artesanía del tejido de lana, considerado como parte del patrimonio económico y cultural del municipio. 
En Chiconcuac se teje desde tiempos inmemorables, en la época prehispánica se tejían mantas y petates, con la invasión española la gran sensibilidad que ya existía en los tejedores fue aprovechada por Fray Pedro de Gante, quien según se dice difundió por esta área el uso de las "cardas", el "torno" y el "telar de pedal" para el tejido de la lana. 
Muchas cobijas de lana tejidas en los rústicos telares de madera y suéteres tejidos con agujas o gancho, se encuentran en varias partes del mundo, ya que la gran sensibilidad de los artesanos de este lugar permite plasmar en sus obras un sinfín de dibujos y colores. 
Otra aportación de la artesanía de este lugar son los tapetes y tapices de lana tejidos a mano.
Entre las actividades económicas principales se encuentran el comercio, diseño y confección de ropa en general.

## Fiesta mayor
- 29 de septiembre - Festividad en honor a San Miguel Arcángel (patrono del pueblo y a quien está consagrada la parroquia), San Gabriel y San Rafael.

## Fiestas menores
- 8 de mayo - Festividad en honor a San Miguel Aparicio.
- 6 de agosto - Festividad en honor a la imagen de Cristo redentor la cual en el año de 2002 fue quemada a propósito por personas desconocidas dentro de la parroquia de San Miguel y al cual, posteriormente, fue edificada una capilla al norte de la misma parroquia.
- 5 de febrero - Festividad por el Santo jubileo en la cual el santísimo recorre las principales calles del pueblo de San Miguel, la colonia Emiliano Zapata, el barrio de San Diego y el barrio de San Pedro.

## Edificios y sitios de interés

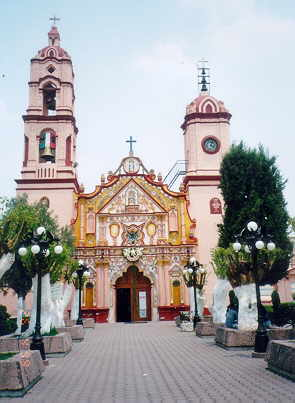
Parroquia de San Miguel Arcángel

- El primer palacio municipal ubicado en la plaza de la constitución entre las calles Juárez y Emilio Carranza.
- Parroquia de San Miguel Arcángel ubicada en la plaza de la constitución la cual en su torre tiene el primer reloj en su tipo en llegar a América gestionado por el señor Juan León.
- Mercado Cuauhtémoc ubicado en calle Morelos esquina boulevard Cuauhtémoc, primer mercado y terminal de autobuses, actualmente casi en abandono.
- Primaria Benito Juárez ubicada en calle Niños Héroes fue una de las primeras primarias en existir en el municipio de Chiconcuac.
- Secundaria Arqueles Vela ubicada en calle 2 de marzo, también fue de las primeras secundarias en el municipio de Chiconcuac.
- Centro de salud único dentro del municipio de Chiconcuac y se ubica en calle Niños Héroes.
- Calles de comercio dentro del pueblo de San Miguel las cuales están reconocidas para ejercer el comercio con autorización expresa del ayuntamiento son: Hidalgo norte entre Francisco I. Madero y Juan León; Juárez entre 16 de septiembre y plaza de la constitución; y Morelos entre Plaza de la constitución y Cuauhtémoc.
- Calles con vialidad se encuentran libres y se encuentra prohibido el ejercicio del comercio sobre la vía pública, algunas de las más importantes son: Basilio Cantrabrana, Emilio Carranza, Palma, Victoria, Cuauhtémoc, 2 de marzo, Francisco I. Madero, Zaragoza, Niños Héroes y Juan León.
- Mercado Municipal “Benito Juárez” ubicado en calle Juan León y calle Guerrero en el Barrio de San Pedro.
- Casa de Cultura ubicada en Av. del Trabajo s/n, San Miguel Chiconcuac.